# Deuterij
Deuterij (od grč. deúteros, drugi; kemijski simbol D ili 2H), poznat i kao teški vodik, je stabilni izotop vodika s masenim brojem 2 i s relativnom atomskom masom 2,014. Pri standardnim uvjetima je plin. Stabilni je neradioaktivni izotop vodika kod kojeg se atomska jezgra sastoji od jednog protona i jednog neutrona, za razliku od najčešće prisutnog izotopa vodika kojemu se jezgra sastoji od samog protona. Jezgra deuterija naziva se deuteron. Ova je čestica iznimno "krhka" - poznato je da ne nastaje u nuklearnim reakcijama u jezgrama zvijezda, već se tamo samo razara. Deuterij je moguće pronaći samo u međuzvjezdanoj tvari koja još nije prošla kroz ciklus života neke zvijezde. Prisutnost deuterija je još jedan dokaz da su laki elementi nastali nakon velikog praska. Tri minute nakon velikog praska, pri temperaturi od 1 · 109 K stvorile su se jezgre atoma deuterija - deuteroni, nakon čega su nastale jezgre elemenata težih od vodika, uglavnom helija. Ovaj proces se naziva prvobitna nukleosinteza.
Prirodni vodik sadrži približno 0,015% deuterijevih atoma. Zbog velike razlike u masi razlikuju se deuterij i laki vodik, tzv. procij (1H) u fizikalnim svojstvima, ali su im zbog istog atomskog broja kemijska svojstva gotovo identična; deuterij stupa u kemijske reakcije neznatno sporije što se očituje kao izotopni efekt (izotop). Na tome se temelji i dobivanje deuterija, jer se on, zbog sporije reakcije tijekom elektrolize vode, nakuplja u obliku teške vode. Deuterij se često primjenjuje kao izotopni obilježivač za određivanje strukture ili za proučavanje reakcijskih mehanizama i bioloških procesa. Nuklearna fuzija deuterija izvor je golemih količina energije, a to bi uskoro moglo pridonijeti rješavanju svjetske energetske krize. Najvažniji deuterijev spoj je teška voda D2O, rabi se kao usporivač neutrona u nuklearnim reaktorima. Deuterij je 1931. otkrio američki kemičar Harold Clayton Urey sa suradnicima, a za to je otkriće 1934. nagrađen Nobelovom nagradom za kemiju.

## Vezani članci
- Procij
- Tricij